# Brecha digital en Vietnam
La brecha digital en Vietnam hace referencia a las disparidades entre individuos, hogares y diversos grupos con características demográficas y socioeconómicas distintas de Vietnam en cuanto al acceso a las tecnologías de la información y la comunicación ("TIC"), así como al conocimiento y habilidades necesarias para utilizar de manera efectiva la información derivada de estas tecnologías.  
La brecha digital en Vietnam tiene su origen en factores sociopolíticos, económicos y tecnológicos. Sin embargo, en la última década, el país ha logrado importantes avances en la expansión del acceso a Internet a gran escala, además de implementar regulaciones más flexibles para reducir esta brecha. Aunque gran parte de Vietnam sigue siendo rural, más de la mitad de su población ya cuenta con acceso a Internet. A pesar de los desafíos tecnológicos, diversas organizaciones internacionales colaboran directamente con la población vietnamita para ayudar a cerrar esta brecha digital.

## Demografía de Internet
Vietnam cuenta con una población de 96 millones de personas, de las cuales el 34,9 % reside en áreas urbanas. A pesar de ello, actualmente el 53 % de la población tiene acceso a Internet. Un estudio realizado en 2016 por la empresa de investigación de mercados Statista reveló que más del 91 % de los usuarios diarios de Internet tenía entre 25 y 34 años. Sin embargo, a pesar de la creciente expansión del acceso, la calidad del servicio de Internet sigue siendo limitada en las zonas rurales. Vietnam ocupa el puesto 16 entre los países asiáticos con mayor número de usuarios de Internet, pero su velocidad promedio de transferencia de datos es inferior a la de sus países vecinos. Mientras que en Singapur la velocidad promedio es de 16,5 Mbit/s, en Vietnam apenas alcanza los 5,0 Mbit/s.

## Censura gubernamental
Para quienes tienen acceso a Internet en Vietnam, la censura gubernamental representa un desafío adicional. Los tres principales proveedores de servicios de Internet en el país —FPT Telecom , Viet Nam Post and Telecommunications Corporation (VNPT) y Viettel — son de propiedad estatal o están controlados por las fuerzas armadas. El gobierno vietnamita limita el acceso a sitios web que critican al régimen, contienen contenido políticamente sensible o pertenecen a ciertas organizaciones de derechos humanos 
En 2016, plataformas como Facebook e Instagram fueron bloqueadas temporalmente en un esfuerzo por controlar las redes sociales tras un aumento del descontento en Hanoi y Ciudad Ho Chi Minh.Esto ocurrió en medio de protestas masivas de ciudadanos que denunciaban la lenta respuesta gubernamental ante un desastre ambiental en el que millones de peces muertos aparecieron en las costas. Los habitantes señalaron como responsable a la empresa Formosa Plastics 

## Aumento de la tecnología de la información y la comunicación
En 2011, el Banco Mundial decidió extender un proyecto por dos años adicionales con el objetivo de completar la instalación de software y llevar a cabo programas de capacitación. Esta iniciativa buscaba fomentar la expansión de pequeñas empresas, optimizar los sistemas operativos existentes y facilitar la difusión de información a mayor escala. Sin embargo, las bajas velocidades de Internet en Vietnam dificultaron el acceso a la información.
A pesar de los esfuerzos, el proyecto no logró cerrar la brecha digital y resultó costoso, con un gasto total de 106,97 millones de dólares estadounidenses. Aunque este intento no tuvo el éxito esperado, diversas organizaciones continúan trabajando para abordar el desafío de la brecha digital en el país.